# Malenia exigua
Malenia exigua är en insektsart som först beskrevs av Van Stalle 1986.  Malenia exigua ingår i släktet Malenia och familjen Derbidae. Inga underarter finns listade i Catalogue of Life.